# Mario Curnis
Mario Curnis (Nembro, 18 dicembre 1936) è un alpinista e scrittore italiano.
Ha al suo attivo molte salite sulle Alpi, dove ha aperto varie vie anche in invernale. Ha partecipato a diverse spedizioni extraeuropee in Patagonia, al Lhotse, al Makalu, al Tien Shan e all'Everest (nel 1973 e, con Simone Moro, nel 2002).

## Biografia
Mario Curnis nasce a Nembro il 18 dicembre 1936. Nel 1970 sposa Rosanna Giudici, dalla quale avrà poi due figli.
Inizia la sua attività alpinistica nel 1959.
Ha al proprio attivo un gran numero di salite divise tra le Orobie, le Dolomiti, le Alpi Svizzere e l'Adamello, dove in quest'ultimo apre alcune nuove vie.
Ha partecipato a numerose spedizioni extraeuropee: Nel 1968 e nel 1998 sulle Ande patagoniche, nel 1973, nel 1994 è sull'Everest, nel 1975 è impegnato nella parete sud del Lhotse, nel 1979 e nel 1980 nelle Ande peruviane.
Nel 1981 è tra gli alpinisti che tentano la prima ascesa invernale al Makalu.
Con Simone Moro raggiunge, nel 2002 all'eta di 66 anni, la vetta dell'Everest.
Oggi vive con la moglie in una baita nella frazione di San Vito a Nembro.

## Spedizioni extraeuropee
- 1968: Ande patagoniche
- 1973: Everest (esito negativo)
- 1975: Lhotse (esito negativo)
- 1979: Ande peruviane
- 1980: Ande peruviane
- 1981: Makalu (esito negativo)
- 1994: Everest (esito negativo)
- 1998: Ande patagoniche
- 2002: Raggiunge la vetta dell'Everest all'età di 66 anni insieme a Simone Moro.

## Ascensioni sulle Alpi
- 1963: 9 e 10 febbraio, Mario Curnis, Piero Bergamelli e Damiano Petenzi, salgono in prima invernale lo Spigolo Nord dell’Adamello.[3]

## Pubblicazioni
- Mario Curnis e Simone Moro, In cordata: storia di un'amicizia tra due generazioni, da zero a ottomila metri, a cura di Angelo Ponta, Milano, Rizzoli, 2015, ISBN 978-88-17-08245-7.
- Mario Curnis e Angelo Ponta, Diciotto castagne: la montagna, il bosco, la felicità, Milano, Rizzoli, 2022, ISBN 978-88-918-3384-6.
- Mario Curnis, Basta poco: momenti straordinari di una vita quasi ordinaria, a cura di Angelo Ponta, disegni di Luca Vacchelli, Milano, Rizzoli, 2023, ISBN 978-88-918-3920-6.